# Boborás
Boborás è un comune spagnolo di 3 313 abitanti situato nella comunità autonoma della Galizia.